# Richard Blaimert
Richard Blaimert, de son vrai nom Richard Tremblay, est un scénariste et acteur québécois né le 30 décembre 1964 à Québec (Canada).

## Filmographie

### Comme scénariste
- Cerebrum (série TV, diffusée sur ICI Radio-Canada Télé, 2020)
- Nouvelle Adresse (série TV, diffusée sur ICI Radio-Canada Télé)
- Penthouse 5-0
- Les Hauts et les Bas de Sophie Paquin
- Cover Girl (série TV)
- Un monde à part
- Le Monde de Charlotte
- Diva
- Watatatow
- Hubert et Fanny

### Comme acteur
- 1981 : Peau de banane (série TV) : Bruno
- 1985 : Paul, Marie et les enfants (série TV) : Thomas
- 1986 : Pouvoir intime : Serveur
- 1990 : Les Filles de Caleb : Edmond Pronovost

## Récompenses et distinctions

### Récompenses
- Prix Cécile-Gagnon